# Gare de Roubaix
Ne doit pas être confondu avec Gare de Roubaix - Wattrelos.
Pour la station de métro, voir Gare Jean-Lebas Roubaix (métro de Lille).
La gare de Roubaix est une gare ferroviaire française de la ligne de Fives à Mouscron (frontière), située à proximité du centre-ville de Roubaix, dans le département du Nord, en région Hauts-de-France.
La station est mise en service en 1842, par la Compagnie des chemins de fer de Lille et Valenciennes à la frontière belge. Le bâtiment actuel, ouvert en 1888, est dû à Sidney Dunnett, architecte de la Compagnie des chemins de fer du Nord.
C'est une gare de la Société nationale des chemins de fer français (SNCF), desservie par des TGV inOui, des trains TER Hauts-de-France et des trains de la Société nationale des chemins de fer belges (SNCB). Elle est également desservie par la ligne 2 du métro de Lille, dont la station Gare Jean-Lebas Roubaix est accessible par des ascenseurs situés en face de l'entrée de la gare SNCF.

## Situation ferroviaire
Établie à 42 mètres d'altitude, la gare de Roubaix est située au point kilométrique (PK) 9,810 de la ligne de Fives à Mouscron (frontière), entre les gares de Croix-L'Allumette et de Tourcoing.

## Histoire

### Station (1842)
La station de Roubaix est mise en service en novembre 1842, par la Compagnie des chemins de fer de Lille et Valenciennes à la frontière belge, lorsqu'elle ouvre à l'exploitation la section entre le ruisseau de Favreul, près de Roubaix, et la frontière. Le bâtiment principal, comprend les bureaux de recettes et ceux de la douane ainsi que les salles d'attente. En outre il est édifié un bâtiment en bois pour les marchandises, des pavages, des clôtures en palissades et divers travaux. Le tout est principalement exécuté en 1842 et les finitions sont terminées en 1843. Le coût pour la station s'élève à 150 000 francs à la charge de l'État. Elle est édifiée au lieu-dit l'« Alouette », entre la rue de Mouvaux, franchit par un viaduc, et la rue du Fresnoy qui dispose d'un passage à niveau. La station comprend également deux cours devant les bâtiments et une remise pour des wagons derrière les voies.
En 1850, la Compagnie des chemins de fer du Nord, qui a repris la ligne, ajoute un magasin en annexe. En 1857, la Compagnie du Nord investit 300 000 francs pour agrandir la surface de la station et réaménager ses installations. Elle reconstruit en plus grand le magasin, édifie une grande halle à marchandises en remplacement du bâtiment existant et crée un nouveau bâtiment voyageurs, face à la rue du Fresnoy, avec de nouvelles salles d'attente et deux marquises.
Le tableau du classement par produit des gares du département du Nord pour l'année 1862, réalisé par Eugène de Fourcy ingénieur en chef du contrôle, place la station de Roubaix au 9e rang, et au 17e pour l'ensemble du réseau du Nord, avec un total de 828 717,05 francs. Dans le détail, cela représente : 237 033,28 francs pour un total de 293 906 voyageurs transportés, la recette marchandises étant de 165 781,39 francs (grande vitesse) et 425 896,38 francs (petite vitesse).
Un nouvel agrandissement de la gare est déclaré d'utilité publique par le décret du 22 juin 1863, le projet de la Compagnie est accepté par les autorités locales en 1864. Il concerne la création de plusieurs halles à marchandises. Mais ceci n'est pas pour plaire à la municipalité qui estime que la gare est « insuffisante et indigne d'une ville comme Roubaix ». Elle crée en 1882 une nouvelle avenue du centre-ville à la gare, mais elle ne débouche que sur le bureau des douanes et les négociations avec la compagnie n'aboutissent pas bien que la ville ait proposé une subvention de 340 000 francs pour un nouveau bâtiment voyageurs.

### Gare (1888)

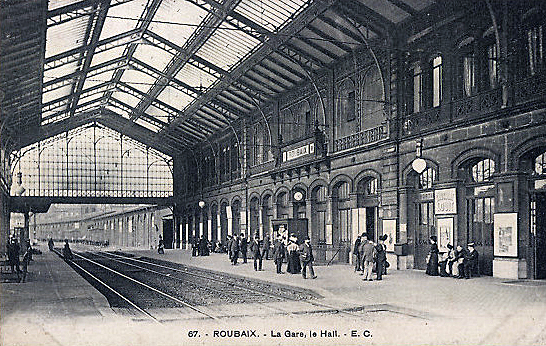
La grande halle.

La situation évolue avec l'élection d'un nouveau maire, Julien Lagache, en 1884. Il se rend à Paris pour négocier avec la Compagnie et obtient un accord pour un nouveau bâtiment estimé à 627 200 francs. La concrétisation de ce projet est confiée à Sidney Dunnett l'architecte de la Compagnie, qui a déjà réalisé la nouvelle gare maritime de Calais et la gare de Douai.
Sidney Dunnett crée un bâtiment moderne, avec comme corps central une « halle aux trains » sous des combles métalliques, disposant en façade d'un grand pignon en verre surmonté d'un campanile avec une horloge visible de loin et des arcades surbaissées au niveau du sol. Cet élément central est encadré par deux pavillons au style régional (style néo-Louis XIII), construits en briques et pierres, avec trois ouvertures en façade (les travées sont mises en valeur par des harpes de pierre) et deux étages, dont l'un est aménagé dans les combles d'une haute toiture couverte d'ardoise, des ailes en rez-de-chaussée les prolongent. L'horloge est importante car la population vit à l'heure de Bruxelles et les trains circulent à l'heure de Paris.
Le chantier est ouvert en 1886, avec la démolition du bâtiment des douanes, il se poursuit avec le creusement des fondations en mars 1887. L'ouverture de la nouvelle gare au public a lieu à cinq heures, le matin du 1er septembre 1888. Un an après l'ouverture on dote la gare d'une grande halle vitrée à structure métallique pour couvrir les quais et les voies. La compagnie l'a financée par l'intermédiaire d'un emprunt de 60 000 francs.
Le 14 septembre 1908, la « passerelle métallique Dujardin », qui permet de renouer le lien entre le quartier Fresnoy et la ville, est inaugurée. Cet évènement pour la vie du quartier a mis du temps à se concrétiser. Dès 1885 les habitants du quartier avait créé un syndicat pour réunir une somme participative à offrir à la ville, mais la négociation avec la municipalité et la compagnie n'aboutit pas. Elle est baptisée « Dujardin » pour rappeler l'énergie déployée par Edmond Dujardin pour créer un nouveau syndicat de propriétaires et réunir une somme d'environ 20 000 francs suffisante pour réussir à convaincre la ville et la compagnie.
Lors de la Première Guerre mondiale Roubaix et sa gare sont occupés dès le mois d’octobre 1914. Lors de leur départ, en octobre 1918, les sapeurs du génie de l'armée allemande font notamment sauter la grande verrière des quais, mais aussi la passerelle Dujardin, le passage souterrain et le pont Saint-Vincent. La grande halle des quais n'est pas reconstruite après la fin du conflit,.
La gare approche des 90 ans, lorsque la SNCF constate la dégradation de sa structure (« les pierres sont très altérées et l’ossature de métal est particulièrement oxydée ») et annonce qu'elle a l'intention de la démolir, pour la remplacer par une autre plus petite. La municipalité réagit négativement à cette proposition. Finalement, la gare restaurée est inaugurée le 20 octobre 1984. Les infrastructures marchandises sont détruites pour permettre une restructuration du quartier.
Le 18 août 1999, la gare est desservie par la ligne 2 du métro de Lille dont la station Gare - Jean-Lebas, rebaptisée Gare Jean-Lebas Roubaix en mars 2017, dispose d'ascenseurs établis en face de l'entrée de la gare SNCF.
Le 31 décembre 2020, le guichet ferme définitivement en raison de son faible volume de ventes. Il avait déjà été fermé plusieurs mois au cours de la même année, à cause de la pandémie de Covid-19.
La SNCF estime la fréquentation annuelle de cette gare à 110 953 voyageurs en 2015, 129 704 en 2016, 162 587 en 2017, 186 867 en 2018, 221 272 en 2019, 110 804 en 2020, 115 165 en 2021, 137 990 en 2022 et 127 293 en 2023.

## Service des voyageurs

### Accueil

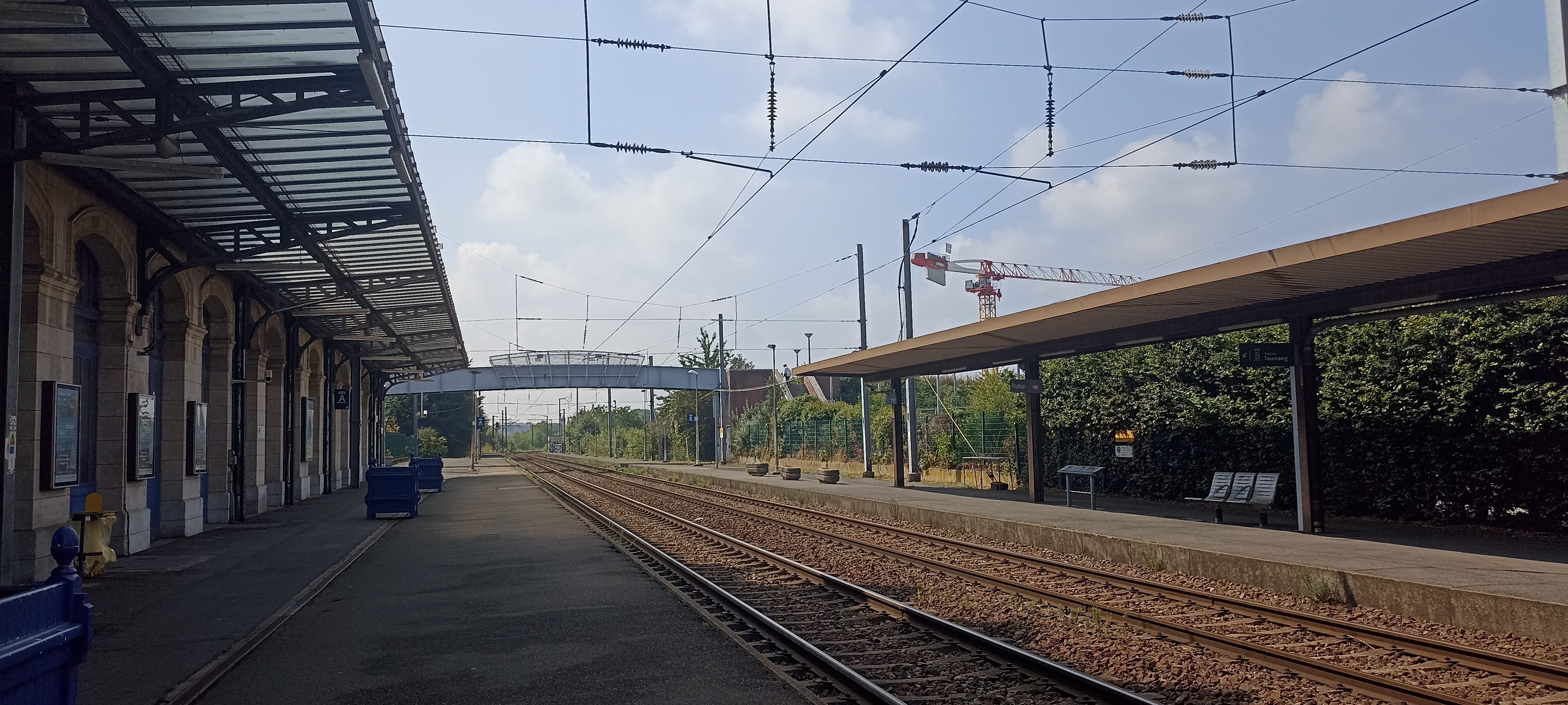
Voies et quais.

Gare de la SNCF, elle dispose d'un bâtiment voyageurs, ouvert tous les jours ; une boutique Relay — proposant du lundi au vendredi la vente de titres de transports TER — se trouve dans le hall. Elle est par ailleurs équipée de distributeurs automatiques.
Un souterrain permet la traversée des voies et le passage d'un quai à l'autre.

### Desserte
Roubaix est desservie par un aller-retour quotidien en TGV inOui, sur la liaison Paris-Nord – Arras – Lille-Flandres – Tourcoing, et par des trains régionaux, du réseau TER Hauts-de-France, sur la relation Lille-Flandres – Tourcoing.
Elle est également desservie par des trains InterCity (IC) de la SNCB, sur la liaison Lille-Flandres – Mouscron – Courtrai – Anvers-Central.

### Intermodalité
Un parc à vélos et un parking sont aménagés à ses abords. Elle est desservie par la ligne 2 du métro de Lille, dont la station Gare Jean-Lebas Roubaix dispose d'ascenseurs en face de l'entrée. Elle est également desservie par des autobus du réseau Ilévia (lignes 30, 33, Z6 et CIT5).

## Patrimoine ferroviaire

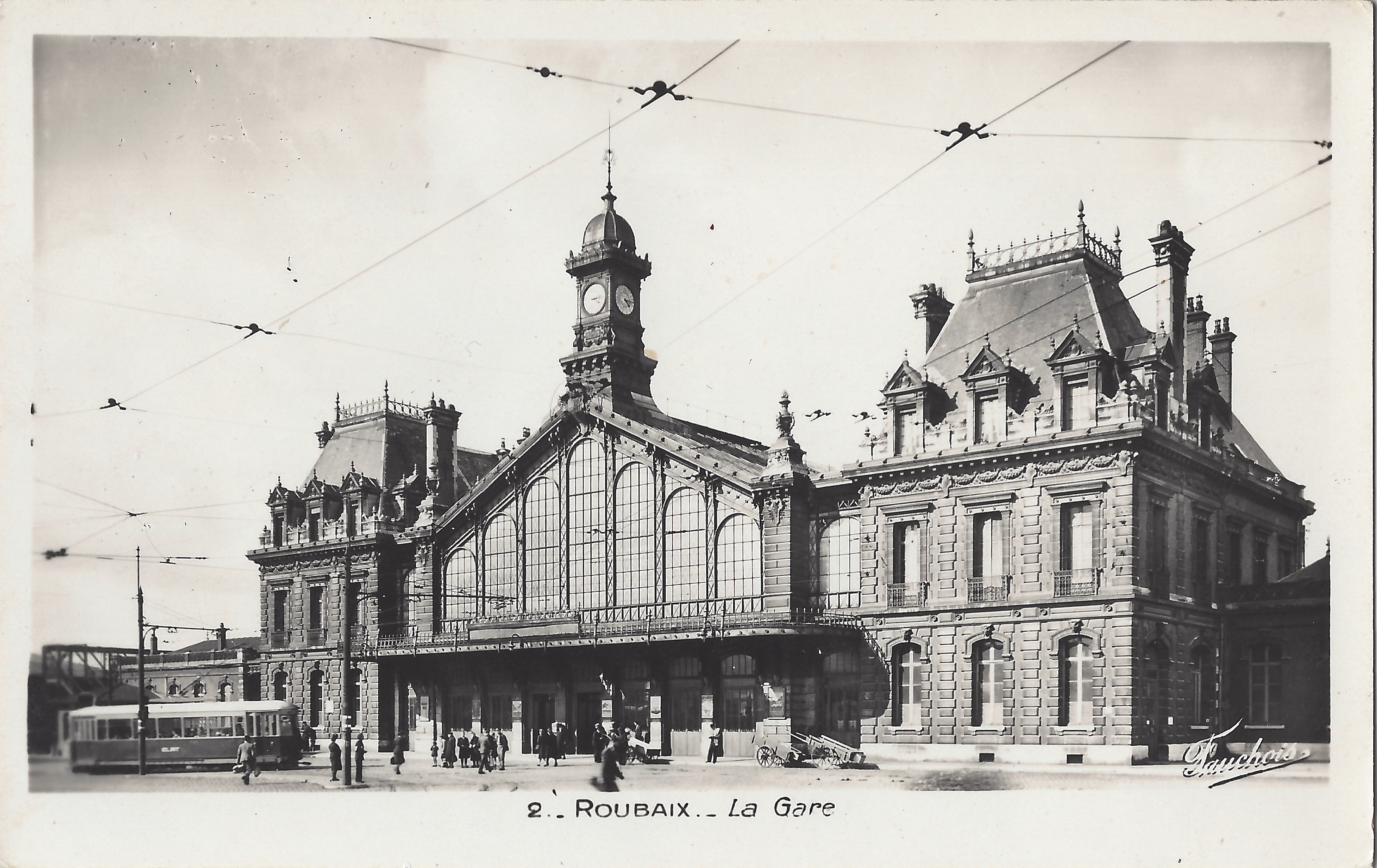
La gare et une motrice du tramway Électrique Lille Roubaix Tourcoing.

Le bâtiment voyageurs de 1888, dû à l'architecte des Chemins de fer du Nord, Sidney Dunnett, a échappé à la démolition et été restauré en 1984. Il consiste en deux pavillons néo-renaissance à toiture mansardée disposés de part et d'autre d'une grande verrière à sept travées coiffée d'une horloge surplombant la salle des pas perdus. Une halle métallique, désormais disparue, couvrait en leur centre les deux premières voies à quai.
En 1898, Dunnett dote la gare d'Arras d'un bâtiment semblable dont les pavillons se distinguent par des lucarnes plus élaborées et de nombreuses cheminées ; il sera détruit en 1942. Le second bâtiment de la gare de Tourcoing, construit en 1905 par le même architecte, recourt à une disposition similaire, mais est beaucoup plus grand, avec des ailes basses séparant la verrière centrale et les pavillons mansardés.
Un bâtiment voyageurs fort semblable à celui de Roubaix, mais légèrement plus petit et sans couverture de quais, a été bâti à Huy, en Belgique, en 1890 – 1892, par la Compagnie du Nord - Belge, filiale des Chemins de fer du Nord. Il a été démoli en 1977 au profit d'une construction moderne.